# Kendor, el hombre del Tíbet
Kendor, el hombre del Tíbet es una historieta mexicana, creada por Daniel Muñoz Martínez y Joel Kuri García. Se publicó semanalmente inicialmente por Editorial de La Parra y luego por el Grupo Editorial Vid su primera edición fue el 23 de agosto de 1976 y llegó hasta el número 547 publicada el 9 de febrero de 1987, donde finaliza la historia. A mediados de 2005, dicha editorial inició una reimpresión con nuevas portadas de Gutiérrez, pero este intento solo llegó hasta el tercer número.

## Kendor, el hombre del Tíbet
Khen-Dor-Bit'z-lat, es un hombre que en una etapa de su vida fungió como agente secreto de los Estados Unidos, y que posee poderes mentales ha madurado en el Tíbet, pero que posteriormente se sabe que los obtiene por ser descendiente de una raza de seres muy poderosos que habitaron originalmente el planeta Marte y se mezclaron con los nativos de la Tierra, esto antes del diluvio universal, debido a que se corrompieron, siendo los padres de Kendor los últimos en respetar sus principios, mandándolo a una dimensión paralela en el futuro, llegando a Shamballa siendo niño, en circunstancias peculiares que encierran su misterioso origen y que se van esclareciendo a lo largo de algunas de sus aventuras.
La revista tiene un esquema de historia continua, donde la historia y vida de sus protagonistas tiene un punto de inicio y sus aventuras solo son relatadas como segmentos en donde suceden eventos que pueden tener relación pasada o futura y sin ninguna interrupción, a menos que esta sea generada como un elemento literario y dramático.

## Aventuras

### Cerebro y las siete estrellas (1 a 178)
En esta primera gran aventura, subdividida en nueve partes, Kendor debe enfrentar a "La luna y sus siete estrellas", una organización criminal secreta que ha operado a lo largo de la historia desde tiempos de Aristóteles.
El hombre del Tíbet debe desmantelar dicha organización parte por parte hasta llegar a Cerebro, líder de dicho conjunto, enfrentando en el camino mil obstáculos y conociendo a muchos nuevos personajes, amigos y adversarios que irán engrosando un estupendo universo de aventuras
- Prólogo (1 a 8)

Aquí tiene su primer encuentro con "Cerebro", el genio del mal, antes que este decida enviar a sus Estrellas a matarlo. 
- Shivanta, Rey de los Thugs, Estrella del lejano oriente (Ediciones 8 a 14)

Esta fue la primera batalla contra una estrella, en esta aventura Kendor viaja a india donde se hospeda donde Tashintav quien en realidad es shivanta luego de algunas peleas Shivanta muere a manos de cerebro
- Lord Wargrave, Estrella del Norte (Ediciones 14 a 26)
- Astarté, Estrella del Sur (Ediciones 26 a 47).

Este sensual personaje tiene cierto nivel de relevancia pues es la única estrella al servicio de Cerebro que sobrevive a su enfrentamiento con Kendor y que posteriormente tendrá alguna participación activa en la historia. Esta aventura también aporta uno de los personajes regulares de la historia, Tigrella.
- Chua-pen-lai, Estrella del Celeste Imperio (Ediciones 47 a 78).

Esta historia tiene una alta importancia, pues en ella Kendor, conoce a Flor de Perlas, un dual personaje que estará presente en muchas historias y cuyo nivel de importancia adquirirá mayor realce más adelante.
- Doctor Spiro, el pitagórico, Estrella de la Hélade (Ediciones 79 a 116).

La importancia de esta historia se verá reflejada mucho más adelante, una vez Kendor enfrente la historia del anticristo. Por otra parte, desde esta aventura se une a los personajes regulares el de Chilon Chilonides.
- Hassán el viejo de la montaña, Estrella de Arabia (Ediciones 117 a 142).

Historia esencial para los lectores de este cómic, pues en varios de sus números se comenzarán a revelar secretos del pasado y origen de Kendor.
- Simón el Mago, Estrella Zodiacal (Ediciones 143 a 164)
- Epílogo. (Ediciones 165 a 178)

Enfrenta a Cerebro en Faradis, sitio al cual escapó cuando su isla estalló pero fracasa al intentar atraparlo pues escapa a otra dimensión donde el tiempo no se cuenta como en la Tierra.

### Zubán el terrible (el maligno) (179 a 251)
Una vez que Cerebro y sus estrellas no constituyen una amenaza para los habitantes de la tierra, Kendor decide partir hacia Etérea, un mundo ubicado en las antípodas del plano universal, con el fin de buscar y enfrentar a Zuban, un temible personaje que domina aquel planeta gracias a sus sorprendentes poderes y a una serie de súbditos dispersos por todo el globo.
La importancia de este mundo radica en que éste es el origen real de Kendor y sus padres, los cuales siempre fueron opositores al régimen de Zuban y que son descendientes de una raza poderosa que fue expulsada de la tierra antes del diluvio universal por cuenta de los señores del sueño, justamente por hacer un mal uso de sus dones.
El Hombre del Tíbet parte a esta aventura acompañado por sus amigos Chilon y Tigrella y una vez en Etérea deben enfrentar una serie de aventuras dignas de una historia de Calabozos y Dragones.
Aparecen personajes y situaciones inolvidables como Orgía, la hechicera; Sibila, la reina de las serpientes; la incursión en la tierra de los magos; la amnesia de Tigrella y sus posteriores aventuras como esclava y fugitiva; la lucha contra Caribdis y por supuesto el enfrentamiento Final entre Kendor y Zuban con Chilon y Mina como testigos únicos, que derivaría en la independencia de este mundo.

### Arkanum, el inmortal (252 a 285)
Una vez que Kendor decide regresar a la tierra con sus amigos y una nueva invitada, Sibila, sus aventuras regresan al género original de la serie y en esta ocasión deben enfrentar a Arkanum, un personaje que busca adquirir el poder global que ha dejado vacante la sociedad de las siete estrellas tras su derrota por cuenta del Hombre del Tíbet.
A partir de esta historia la alianza entre Kendor y Flor de Perlas se magnifica, así como el triángulo sentimental con Tigrella como tercer arista.
La historia pasa por fases como la destrucción de la nueva sociedad de las estrellas, la supuesta destrucción de Shamballa, la identidad perdida de Kendor y el enfrentamiento final contra Arkanum.
Un punto importante en el final de esta historia es cuando Flor de Perlas conoce a los señores del sueño, quienes le dan la potestad de reiniciar su vida, olvidando la ubicación de su sitio de eterno descanso y con la posibilidad de reiniciar su vida como una persona de bien o con sus antiguas ambiciones y declarándose su eterna enemiga.

### El anticristo o en busca de la piedra bethel (286 a 369)
Una vez que Arkanum ha sido derrotado, una nueva sombra amenaza con deslizarse ante la humanidad. Se trata del más grande todos los males, relatado incluso en las sagradas páginas de la Biblia: la llegada del anticriso.
Así, los señores del sueño encomiendan esta inconmensurable tarea a Kendor y su amigo Chilon, los cuales deben ubicar a como dé lugar, la piedra Bethel, un extraño y antiquísmo elemento, el cual es el único capaz de detener la amenaza que se alza desde el averno.
Pero esta nueva aventura, que se divide en tres etapas, cuenta con un sorprendente elemento que se revela a los lectores, tan solo tres ediciones una vez iniciada; se trata de un trasegar en el tiempo, el cual inicia en las tierras egipcias.

### El encuentro con Moisés (287 a 331)
Las aventuras de Kendor y Chilon se inician nada menos que en una de las cunas de la civilización antigua, justo cuando Moisés y su hermano Aarón encabezan la revuelta de los esclavos israelitas para liberarse del yugo del faraón.
Los dos amigos son testigos excepcionales de todos los milagros relatados en la biblia y del éxodo del pueblo israelí a través del desierto, siempre perseguidos por un maligno personaje, lacayo del rey de la obscuridad, Hermes Trimegisto, un poderoso mago cuya eterna cobardía hace que nunca pueda estar a la altura de Kendor.
Pero su misión por encontrar la Bethel fracasa a causa de la curiosidad humana, pues Kendor y Chilon tratan de observar el rostro de Dios justo en el momento en que Él revela a Moisés las tablas de la ley, pero un poder superior lo impide y los envía a su nuevo destino.

### Conociendo al Rey Salomón (332 a 356)
La búsqueda de Kendor y Chilón de la piedra Bethel se reduce a la mitad del tiempo mientras son trasladados a tierras israelitas a finales del siglo quinto antes de cristo.
Allí conocen a un nuevo y maravilloso personaje, Salomón, un hombre común y corriente, incluso ignorante, que con el discurrir de los números no solo se une a los hombres del futuro en su búsqueda, sino que en el punto final de la aventura adquiere su famosa sabiduría.
Tras enfrentar muchos peligros y aventuras, la piedra Bethel se transporta al tiempo real del hombre del Tíbet y él junto al griego Chilonides regresan a su punto de partida, las pirámides de Egipto, para iniciar la última fase de su búsqueda.

### El enfrentamiento final (357 a 369)
Al regresar al presente, Kendor se encuentra con que el mundo se halla sumergido bajo la dominación y fascinación de un personaje siniestro que ha implantado un régimen dictatorial alrededor de todo el orbe. Este temible ser lo único que ha hecho es preparar a la humanidad para llegada del anticristo.
En una desesperada carrera contra el tiempo, Kendor y Chilon, deambulan por varias partes del mundo y al llegar a tierras europeas incluso encuentran un acceso directo al infierno, lugar que visitan durante un par de números.
Al salir del averno, el hombre del Tíbet se encamina a Grecia y en la Hélade, antiguo dominio de Spiro el pitagórico, halla finalmente la Bethel, con la que domina a Satanás y lo devuelve a sus dominios.

### Jámblico o la enfermedad del sueño (366 a 390)
Una vez que uno de los mayores temores de la humanidad ha sido derrotado, Kendor parte en busca de Flor de Perlas, de quien no se tiene noticias hace mucho tiempo.
El problema radica en que desde su regreso al presente, el avecilla de las nieves ha venido incubando un extraño mal que la ataca en cualquier momento, un mal doloroso y que con cada ataque empeora su situación. La enfermedad del sueño, solo es curada temporalmente por la ceniza de Shamballa.
En la búsqueda de la cura, Tigrella y Chilon deciden no abandonar a su aliado, y ahora cuentan con la ayuda de Flor de Perlas, quien al socorrer a Kendor durante uno de sus ataques se ve contagiada.
Esta correría los lleva a tierras europeas donde hallan gran parte de las respuestas a sus dilemas en antiguos mitos y leyendas que se transforman en realidad en el momento que deben enfrentar a Jámblico, un extraño ser que busca existir eternamente sin importar las consecuencias que este acto conlleve.
Durante este enfrentamiento Flor de Perlas y Tigrella también resultan contagiadas y durante una crisis de Kendor es Chilón quien con astucia obliga a Jámblico a preparar un antídoto para el mal que los aqueja y todo funciona, pero cuando quieren obligarlo a preparar más para sus amigas el pillo huye y cae en su propia trampa, pues al tomar la poción de la juventud eterna se excede y desaparece del plano existencial dejando sumidas en un eterno sueño a las dos compañeras de Kendor quien decide llevarlas a Faridis para dejarlas sumidas en un sueño placentero programado sin fin y no despertarlas para evitarles un sufrimiento innecesario y para que el tiempo no las afecte mientras él encuentra una nueva fuente que provea la cura para su mal.

### El Rey del miedo (391 a 547)
De esta historia tan solo se conocieron tres números en Colombia, en los cuales los señores del sueño dan a conocer al hombre del Tíbet su nueva misión e intentan explicar contra quién se va a enfrentar. Los tres números transcurren entre historias que buscan ubicar al lector dentro de un ambiente de magnificación del rival de Kendor. Las últimas páginas de la publicación realizada en Colombia se centran en la historia que relatan a Kendor los Señores del Sueño, sobre el hombre de la máscara de hierro y la desaparición del vuelo 19 sobre el Triángulo de las Bermudas, en 1945, misterio que a la fecha nunca fue dilucidado.
En México, donde sí publicaron toda la serie, se explicaba el peligro que corría la Tierra ante el regreso del cometa Halley, con la presencia al parecer de ovnis y seres muy poderosos, explicando entonces a Kendor los Señores del Sueño la existencia de una sociedad secreta paralela y némesis a la sociedad de las siete estrellas: estaba dirigida por un ser conocido como "El Príncipe", ser de gran conocimiento que estaba en contacto directo con Dios, por lo que podía tener la respuesta y darle a Kendor la ayuda que necesitaba.
Los integrantes de la orden era 9 guardianes, muy diferentes entre sí, pero coincidían en ser personas buenas, generosas, valientes, que buscaban ayudar a sus semejantes, pero con la condición de no darse a conocer, ni entre ellos mismos, a los que "El Príncipe", concedía una llave, y reuniendo las nueve, podían llegar a entrevistarse con él, pero dichos guardianes están distribuidos por el mundo, por lo que las aventuras de Kendor se centran en encontrarlos y descubrir las identidades de cada uno de ellos, resultando ser muchas veces aquel que menos esperaba, pasando por ciudades como Venecia, Madrid, etc. lugares donde los busca.
Sin embargo, poco antes de descubrir a cada uno de los guardianes, estos envían su llave al "Príncipe", siendo así que Kendor nunca consigue una, y con el noveno guardián el hombre de las nieves encuentra su fin. Más tarde Chilon es rescatado por el petrel y lo trasladan a Shamballa, terminando todo con un discurso en la cueva de los señores del Sueño, donde estos le muestran al Dalái lama un clon extraído de las células de Kendor, el cual volverá a la vida en 35 años, durante ese lapso de tiempo Flor de Perlas y Tigrella… permanecerán dormidas en espera del hijo de las nieves.

## Personajes
Como puede observarse la historia de Kendor está repleta de personaje de todas las categorías posibles, incluyendo, por supuesto, grandes personajes históricos, amigos, enemigos, seres bizarros, duales, místicos, etc.
Buscando una mayor objetividad el siguiente listado es presentado de forma alfabética y su enunciado estará presentado de acuerdo a como es más conocido el personaje, aunque sus alias también aparecerán listados pero se hará simplemente como referencia.
'* Kendor'
Alias del protagonista de la historia. Su nombre oficial en la tierra es Lee Mauriac, aunque su verdadero nombre es Khen-Dor-Bit'z-Lat, nombre típico de las raíces lingüísticas de Etérea, planeta del que proviene. Dentro de la comunidad tibetana también es conocido como "Avecilla de la nieves".
Kendor es un hombre que en una etapa de su vida fungió como agente secreto del consejo de seguridad de la ONU en nombre de los Estados Unidos, y que posee poderes mentales que ha madurado en el Tíbet, pero que adquirió como descendiente de una raza proveniente de seres poderosos que habitaron la tierra antes del diluvio universal. Llegó a tierras orientales siendo niño, en circunstancias que al inicio son un misterio pero que a lo largo de algunas de sus aventuras se van esclareciendo.
Dentro de los poderes mentales que domina están la telepatía, la levitación, la proyección astral, el hipnotismo, la cibernesis acuática, etc. Es experto en gran cantidad de clases de combate cuerpo a cuerpo, por supuesto con énfasis en las artes marciales y en el manejo de armas blancas, mecánicas y automáticas.
- Khen-Dor-Bit'z-Lat: Ver "Kendor".

- Lee Mauriac: Ver "Kendor".

- Cerebro

También es conocido por su alias "El Genio Del Mal". Líder de la organización de la luna y las siete estrellas. Por siglos el personaje que ha encarnado esta personalidad ha sido el encargado de dirigir el poder oculto, una organización criminal que gobierna el planeta con sus propios fines. Para este fin se vale de siete poderosos aliados, los cuales son denominados como "Estrella Del Lejano Oriente", "Estrella Del Norte", "Estrella Del Sur", "Estrella De La Helade", "Estrella Del Celeste Imperio", "Estrella De Arabia" y "Estrella Zodiacal".
Es un ser dotado con una inteligencia asombrosa, pero su principal atributo es la capacidad de organización y frialdad, por lo que su padre, antiguo Cerebro, le hereda su puesto prefiriéndolo a su hermana dándole más conocimiento y poder sobre las dimensiones y ayudas tecnológicas -derivadas de un intercambio pactado entre el antiguo Cerebro, su padre y Zuban- además de ejércitos de asesinos y gente adiestrada. Dentro de sus muchas bases de operaciones vale la pena mencionar su isla que desaparece de acuerdo a su voluntad y el paraje transdimensional de Faradis que construye y del que se hablara en detalle en la sección de geografía de Kendor. Para más información sobre este personaje vea Flor de Perlas y Chua Pen Lai. Su verdadera identidad solo es conocida hasta el número 177, aunque su interacción en la historia es permanente.
Apariciones en los números 2 (solo su voz), 3, 4, 5, 6 (solo su voz), 7, 
- Dalai Lama

Máxima autoridad religiosa dentro del pueblo tibetano. Amigo, consejero y mentor de Kendor. Tan solo en un par de ocasiones se le ve fuera de Shamballa, sitio que se convierte, en su refugio permanente luego de los ataques ordenados por cerebro. Posee poderes mentales tan solo equiparables y en algunos casos superiores a los de Kendor.
La presencia del Dalái lama casi siempre está relacionada en las historias del hombre del Tíbet de tres formas; una, como enlace con los señores del sueño, otra, como remanso de paz, luego del final de una misión o finalmente, como ayuda a distancia en casos de peligro extremo.
Su longevidad y conocimientos se aparentan como magníficos y extensos, lo que se explica que al permanecer en Shamballa la vida es más larga que la de los mortales promedio y por otra parte su conocimiento no solo de técnicas terrestres sino el acceso a otras fuentes de información como los señores del sueño y el mismo Kendor luego de su viaje a etérea lo convierten en una fuente de sabiduría universal.
Apariciones en los números 1, 2, 4, 6, 7, 
- Diana Harris

Ostenta un doctorado, aunque en la historia nunca se menciona su especialidad. Es experta en armamento moderno, razón por la cual es secuestrada por Cerebro y se convierte en pieza clave del desarrollo de la historia en su primera etapa y que durante el desarrollo de los números va generando una seudorelación romántica con Kendor, posteriormente es la prometida del general Mark Colby, con quien se casa y tiene un hijo.
Apariciones en los números 1, 2, 3, 4, 5, 6, 7, 
- El Duque

Alias de un conocido terrorista internacional cuyo verdadero nombre es Yambo Borak. Borak trabaja como perro de presa de Cerebro, luego de escapar de una cárcel rusa en la cual fue recluido en alguna ocasión, previa a la continuidad de la historia, por el mismo Kendor cuando operaba como agente especial del consejo de seguridad de la ONU.
Apariciones en los números 1, 2, 3, 4, 5, 6 (solo en el resumen)
- Mark Colby

General del ejército de los Estados Unidos, director del comité de seguridad del consejo de la misma área de la ONU. Jefe y amigo de Kendor desde épocas previas a la continuidad de la historia. Durante la primera parte de la historia en la que se plantea el enfrentamiento contra la sociedad de las siete estrellas es un personaje regular y con amplia participación en la trama, pues además es el prometido de Diana Harris, personaje con amplia participación en esta misma fase.
Apariciones en los números 1, 2, 3, 6, 
- Max

Conocido como "Doctor Max". Es un científico que trabaja bajo las órdenes de Cerebro. A pesar de que se puede considerar un genio, su intelecto y capacidades científicas se ven nubladas al lado de Diana Harris a quien debe terminar asistiendo durante la temporada en que esta es secuestrada por el genio del mal para la construcción y perfeccionamiento del cañón nucleodesintegrador.
Vale la pena mencionar que la apariencia física con la que se recuerda al Doctor Max no es la que en primera instancia le dio su creador, pues en contraste con el hombre calvo y sin su ojo derecho que todos hemos visto incluso en la portada de la edición número ##, en su primer registro era un hombre de avanzada edad, canoso tanto en su pelo como en su barba y que usaba gafas.
Apariciones en los números 7, 
CHILON CHILONIDES
Un pescador griego, originario de Ítaca, tuerto, de carácter agradable y aventurero, mujeriego y gracioso, fiel amigo de Kendor que lo sigue en todas sus aventuras, y lo ayuda y salva en varias ocasiones, aunque siempre recuerda con orgullo su isla, y recuerda a su hermano y su sobrino, quien posteriormente se casa con Polimnia, a quien rescatan del mundo de Helade.

LAS ESTRELLAS:
1. Estrella del Lejano Oriente: Ver "Shivanta".
También conocido bajo el nombre de "Tashintav" en su personalidad civil como Brahma de Indostán, el cual es un anagrama de Shivanta; pero su nombre oculto pertenece al de "Estrella del lejano oriente".
Su posición como gobernante de una extensa zona del mundo le dio la posibilidad de tener a su disposición una horda de asesinos con los cuales cumplía todos sus crímenes, bien para mantener un dominio del bajo mundo y para cumplir con todas las misiones encomendadas por Cerebro.
Shivanta fue la primera estrella en enfrentarse con el hombre del Tíbet. Durante este enfrentamiento traicionó a Cerebro, secuestrando a Diana Harris, motivo que no provocó que muera por traición sino que fue ejecutado al no matar a Kendor, por el genio del mar, al lanzarlo a un calamar que tiene en su estanque.
A pesar de tener incrustado en las entrañas de su sociedad un culto religioso-fanático hacia la diosa Kali, lo cual lo convertía en un ser terriblemente peligroso, fracaso en su intento de eliminar a Kendor por dos motivos; subestimó las capacidades de su rival y distrajo su atención con la traición a Cerebro lo cual finalmente condujo a su desaparición.
2. "Estrella Del Norte" = Lord Wargrave:
Comerciante inglés, líder de los mercenarios gurcas , fue quemado en un accidente aéreo, llama al doctor Spiro el pitagórico para brindarle un nuevo rostro pero falla y por esto crea a siete momias, que al final terminan estrellando su avión contra su mansión.
3. "Estrella Del Sur"  = Astarté: reina de las amazonas, cuida los archivos secretos de la organización la luna y sus siete estrellas, su isla fue destruida por un tsunami mandado por cerebro para destruir a Kendor y Tigrella, fue llevada a Shamballa para sufrir su castigo en el paraíso.
4. "Estrella Del Celeste Imperio" = Chua-Pen-Lai, Flor de perlas: Es el ser más malvado de la tierra: fingió ser una chica muy débil e inútil pero en realidad sabe kung-fu. Astuta y perversa, se enamoró de Kendor. Tiene una hermana llamada Flor de loto que intentó traicionar a Flor de perlas, contándole a Kendor que ella era Chua-pen-lai, pero esta la asesinó antes de que pudiera hacerlo.
5. "Estrella de la Hélade" = Doctor Spiro, el pitagórico: Es un gran doctor rey del mundo subterráneo y tiene un hermano gemelo llamado Odiseo que era el verdadero rey del mundo subterráneo, pero engañó a los guardias que lo llevarían a la superficie. Pone a Kendor seis pruebas de Hércules, pero al final es asesinado por su hermano Odiseo, en venganza por lo que le hizo.
6."Estrella de Arabia" = Hassan, el viejo de la montaña: es un astuto mago árabe que ha vivido por más de 7 siglos, robó el libro más preciado de los ´´ sardis adoradores del demonio, está sometido a la catarsis rejuvenecedora cada 52 años para vivir para siempre, se disfrazó de un camellero llamado Abdullah para seguir a Kendor en parte de su viaje y fingió su muerte para despistar a su enemigo.
7. "Estrella Zodiacal" = Simón el mago: difamó a Kendor haciéndose pasar por él después de que el doctor Spiro le hiciera una cirugía, tiene grandes poderes mentales y es un sacerdote de chaolin , es dueño del periódico ´name` con el nombre de Rachel Hart. Tiene su base en las profundidades de la selva de México, en una antigua pirámide: al final cae con Kendor en las profundidades de una catarata y murió.
ZUBAN, EL MALIGNO
Es el emperador de etérea, donde kendor nació, mediante tratos y trueques que hizo con el antiguo cerebro, obtuvo bombas atómicas con las que doblegó a etérea, cuando cerebro fue derrotado en la tierra, kendor fue a etérea donde después de muchas aventuras con la flecha de oro mata al tirano, descubriendo que solo era un niño que tenía un cerebro super-evolucionado , tiene una fiel esclava, y amiga llamada minina que tiene un noble corazón, que al final llora la muerte de zuban 
ARCANUM, EL Inmortal
Su verdadero nombre es Hans Mabuse, intento liquidar a las nuevas estrellas de cerebro, matando a la estrella roja vassili, la estrella de géminis nova, la estrella del norte kramer, la estrella del celeste imperio hong, la estrella del sur astarte y la estrella zodiacal M.R midas.
Robo sus fortunas para volverse el nuevo amo del mundo, hipnotizo a yuza para matar a muchas de las estrellas, le explotó el refugio de las kurieles a cerebro, intento culpar a kendor de los asesinatos pero cerebro y kendor se aliaron para derrotarlo, al final se suicidó para no ser atrapado por la justicia.